# Proterato gemma
Proterato gemma är en snäckart som först beskrevs av Bavay 1917.  Proterato gemma ingår i släktet Proterato och familjen Triviidae. Utöver nominatformen finns också underarten P. g. pygmaea.